# Verwaltungsgemeinschaft Bad Brückenau
In der Verwaltungsgemeinschaft Bad Brückenau im unterfränkischen Landkreis Bad Kissingen sind vier Gemeinden zur Erledigung ihrer Verwaltungsgeschäfte zusammengeschlossen.

## Mitglieder
1. Geroda, Markt, 809 Einwohner, 16,80 km²
2. Oberleichtersbach, 2032 Einwohner, 27,59 km²
3. Riedenberg, 923 Einwohner, 13,23 km²
4. Schondra, Markt, 1630 Einwohner, 28,62 km²

## Gründung und Sitz
Die Verwaltungsgemeinschaft wurde im Zuge der Gemeindegebietsreform am 1. Mai 1978 gegründet, ihr Sitz ist in Bad Brückenau.

## Gemeinschaftsvorsitzender
Gemeinschaftsvorsitzender ist Dieter Muth (1. Bürgermeister Gemeinde Oberleichtersbach), seine Stellvertreter ist Alexander Schneider (1. Bürgermeister Markt Geroda).

## Entlassungen
Der Verwaltungsgemeinschaft hatten bis 31. Dezember 1979 auch die Stadt Bad Brückenau und die Gemeinde Motten angehört.